# Токуґава Ієхару
Токуґава Ієхару (яп. 徳川 家治, 20 червня 1737 — 17 вересня 1786) — 10-й сьоґун сьоґунату Едо. Правив у 1760—1786 роках.

## Життєпис
Старший син Токуґави Іесіґе, 9-го сьоґуна сьоґунату Едо. При народженні отримав ім'я Такетійо. Здобув гарну освіту під орудою свого діда Йосімуне. 1741 року відбулася церемонія його повноліття (генпуку). Тоді ж отримав ім'я Ієхару. 1751 року взяв шлюб з донькою принца Кан'ін-но-мія-Наохіто (сина імператора Хіґасіями). Цим зміцнено становище Ієхару як спадкоємця влади батька.
Став сьогуном у 1760 року, після того, як його Токуґава Іесіґе зрікся влади. 1763 року впровадив заборону експорту срібла з Китаю. У 1766 роках зумів придушити заколот проти своєї влади, стративши змовників. У 1770—1771 роках по всій країні була посуха, що призвело до голоду. У лютому 1772 року в Едо сталася велика пожежа, що знищила цілі квартали.
Поступово все більший вплив набирав Танума Окіцуґу, який у 1772 року стає родзю (головним радником) й фактчиним очільником бакуфу. З цього часу посада родзю набуває ключове значення. За цього танаступних сьогунів ті, хто її обіймав фактично стали визначати внутрішній курс держави. У 1773—1774 роках в країні почалася епідемія, під час якої померло багато жителів. Тайфуни і сильні дощі викликали повені майже всюди.
Танума Окіцуґу розпочав курс реформ, що були спрямовані на вихід японської економіки з системної кризи. Танума заохочував розвиток торгівлі та сприяв створенню монопольних купецьких корпорацій кабунакама. Період, протягом якого він проводив ці реформи, отримав назву «добою Тануми». За допомогою політики вільного експорту до Китаю, розробки корисних копалень, контролю над торговельними об'єднаннями, намагався поліпшити фінансове станоще бакуфу. Проте доба Такумі стала більше відомою інфляцією та поширенням корупції, спричинених втручанням купецтва у політику. Водночас не зміг протистояти стихійним лихам, насамперед потужному голоду 1781—1783 років (відомого як голод доби Теммей). Політика меркантилізму, збільшення податків, контроль за державними видатками негативно відбилися на матеріальному становищі чиновників, дрібної шляхти, міського населення. В правління Токуґава Ієхару відбулися значні соціально-економічні зміни в селі і в місті, де посилювалося соціальне розшарування, з якими бакуфу не вдавалося впоратися. Все більше біднішали самураї, у селі швидкими темпами йшов розвиток товарного господарства, з'явився новий прошарок власників землі, а бідняки, які втратили землю за борги, ставали найманими працівниками або орендарями.
1786 року, під тиском народного невдоволення, Танума був змушений зупинити реформи і піти у відставку. Це збіглося зі смертю Токуґава Ієхару. Оскільки обидва сини останнього померли раніше, то новим сьогуном став представник іншої бічної гілки клану Токуґава — Токуґава Ієнарі (з роду Хітоцубасі-Токуґава).